# 唐尼·華伯格

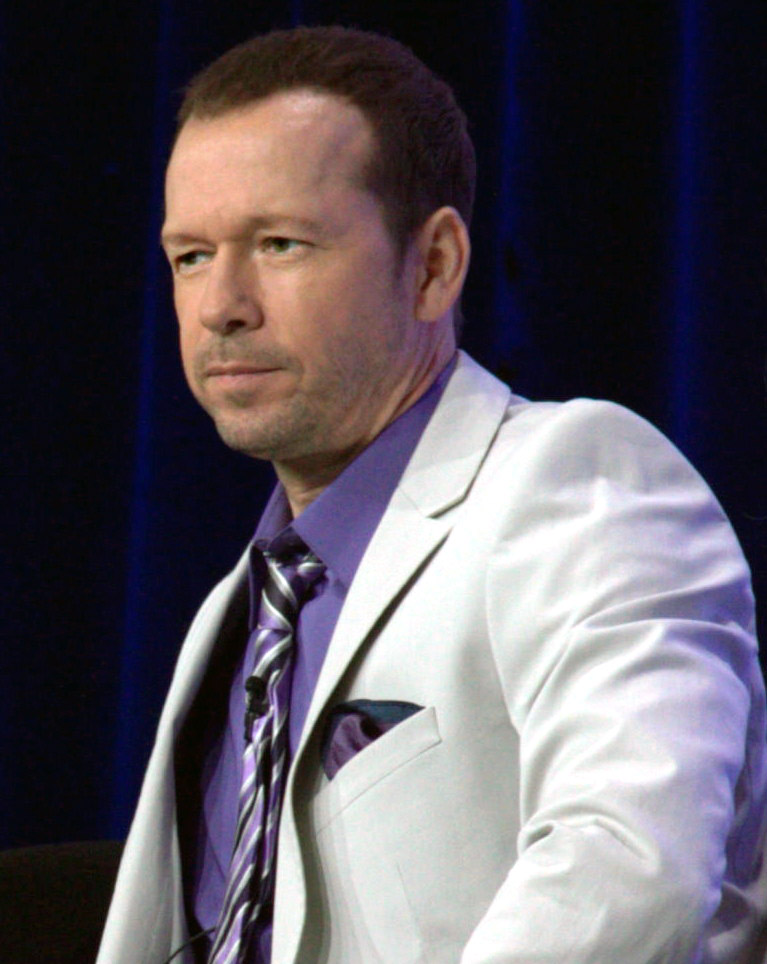
2010年的唐尼·華伯格

唐納德·愛德蒙·“唐尼”·華伯格（英語：Donald Edmond "Donnie" Wahlberg, Jr.，1969年8月17日—）是美國歌手，演員和電影製片人，荷里活演員麥克·華堡（Mark Wahlberg）的哥哥。他是流行樂隊街頭頑童成員。
唐尼·華伯格的工作包括音樂，電影和電視。唐尼·華伯格曾在《奪魂鋸系列》，《靈異第六感》，《捕夢網》和《世紀交鋒》演出，也出現在獲獎的二戰電視劇《諾曼第大空降》。
從2002-2003年，他出演了廣受好評，但短暫的電視劇《Boomtown》。目前，他正在主演廣受好評的劇集《警網急先鋒》，是一個TNT電視真人秀《Boston's Finest》執行製片人。